# Wilhelm Salomon-Calvi
Wilhelm Salomon-Calvi (15. února 1868 Berlín – 15. července 1941 Ankara) byl německý geolog, prováděl výzkum geofyzikálních vlastností rýnského prolomu, vysokoškolský profesor stratigrafie a paleontologie a objevitel Heidelberského termálního pramene s nejbohatším obsahem solí a radia na světě.

## Životopis
Wilhelm Salomon byl synem továrníka Adolfa Salomona a Huldy, rozené Potocky-Nelken. Po smrti své matky (zemřelé 1892) konvertoval z judaismu na katolickou víru, podle náboženského vyznání své ženy Rosaliny, rozené Calvi (1869–1914). Po svatbě také převzal její dívčí jméno a jmenoval se pak Wilhelm Salomon-Calvi. Jeho manželka Rosalina zemřela v mladém věku a je pochována v rodinném hrobě na hřbitově Bergfriedhof v Heidelbergu. On sám však zemřel v Turecku a byl pochován na hřbitově v Ankaře.

### Studium
Salomon-Calvi, studoval na univerzitách v Curychu, Lipsku a Berlíně. V roce 1890 promoval na Univerzitě v Lipsku pod vedením Ferdinanda Zirkela s dizertační prací Geologická a petrografická studia na Monte Aviolo v italské části skupiny Adamello a získal titul PhD.
V roce 1893 se stal soukromým docentem a asistentem na univerzitě v Pavii a v roce 1897 na univerzitě v Heidelbergu a jako asistent u Harryho Rosenbushe s prací Stáří, forma uložení a vznik periadriatického žulového masivu.
V roce 1901 byl v Heidelbergu jmenován mimořádným profesorem stratigrafie a paleontologie. V roce 1908 pak převzal vedení nově zřízeného Geologicko-paleontologického ústavu univerzity, který od roku 1913 řídil jako řádný profesor.

### Výzkum geofyzikálních zvláštností rýnského prolomu
Zkoumal zejména tektoniku rýnského prolomu. Podle peřejí na řece Neckar (zvaných Hackteufel) ležících ve výši Karlstors mezi Alter Brücke (starým mostem) a jezem, a podle různých a někdy i velmi vysokých rozdílů teplot pramenů heidelberských fontán usoudil, že někde v blízkosti musí být významný termální pramen. Pod jeho vedením se pak po několika neúspěšných pokusech na obou stranách řeky Neckar podařilo navrtat v městské části Bergheim v hloubce 998 metrů dostatečně silný termální pramen 27 stupňů teplý s obsahem solí a radia (dne 14. srpna 1918).

### Sen o lázních Bad Heidelberg
Široká veřejnost v Heidelbergu snila o vzniku lázeňského města Bad Heidelberg. Architekt Franz Sales navrhl lázeňský dům, který byl postaven ve Vangerowstraße. Sídlily v něm však pouze úřady a v letech 2000–2002 byl přestavěn na kancelářský objekt. Vedle zřízené koupaliště se dodnes i po zasypání pramenu jmenuje Thermalbad.
V roce 1957 léčivý pramen zmizel, protože do něj pronikla cizí voda a město Heidelberg se o jeho nové navrtání již nepokusilo.

### Odebrání učitelských oprávnění
V průběhu „očisty“ vysokých škol a univerzit od „židovského ducha“ byl Wilhelm Salomon-Calvi správou univerzity v Heidelbergu donucen, aby se svého postavení na katedře stratigrafie a paleontologie vzdal. V roce 1933, po třiceti sedmi letech výuky a výzkumu jako univerzitní profesor na univerzitě v Heidelbergu, Salomon-Calvi své funkce složil. Jeho nástupcem byl národními socialisty jmenován Julius Ludwig Wilser (1888–1949).
Město Heidelberg univerzitnímu profesorovi, badateli a objeviteli radiového termálního pramenu odebralo v roce 1933 čestné občanství. Salomon-Calvi tím ztratil všechna související práva a výsady.

### Emigrace
V roce 1934,se již v pokročilém věku 67 let, rozhodl emigrovat do Ankary v Turecku. V exilu vytvořil pro mladé, pod Kemalem Atatürkem nově založené, hlavní město Ankara, moderní centrální zásobování vodou a také založil Geologický institut.

### Místo posledního odpočinku a uctění památky

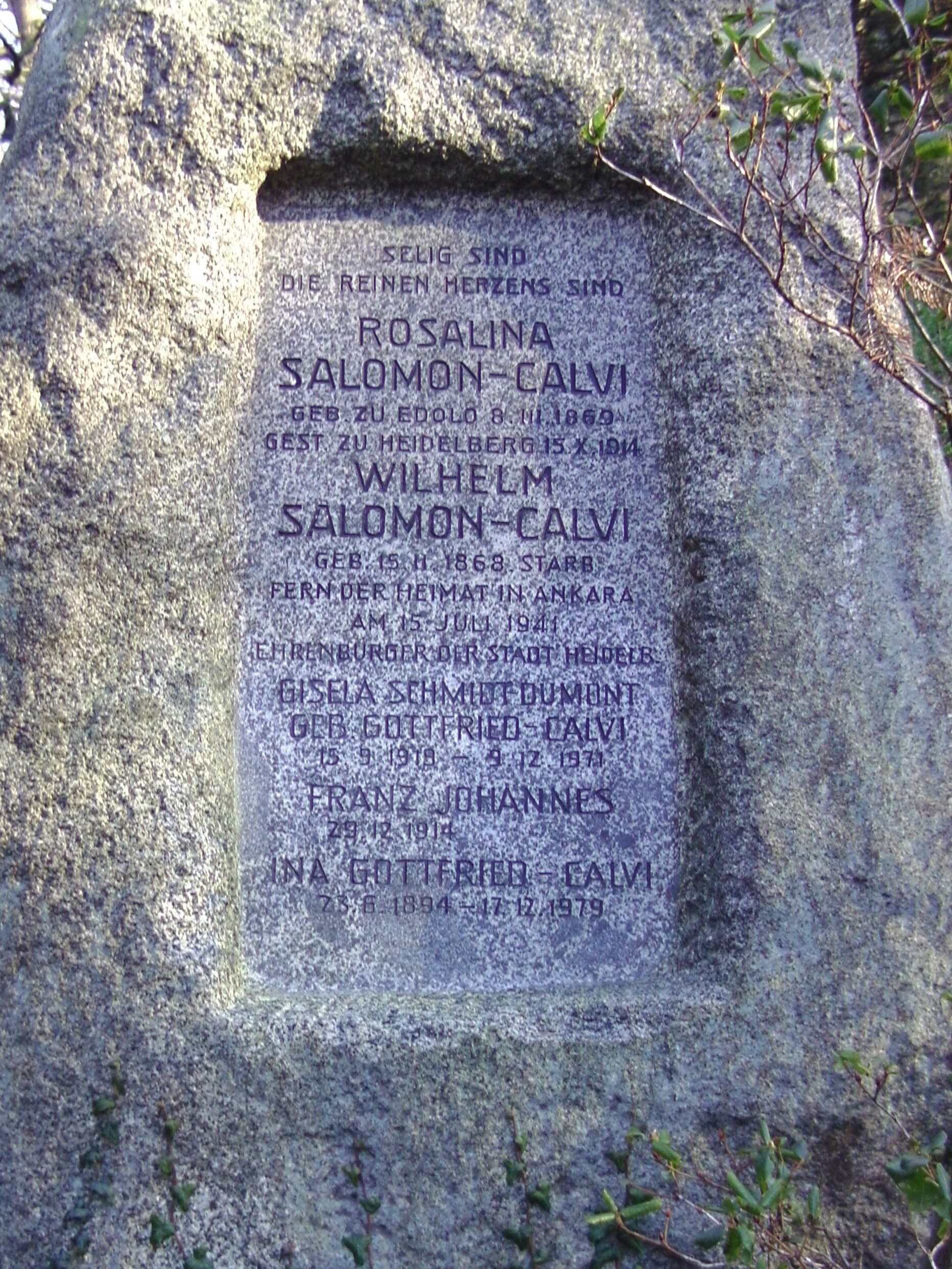
Náhrobek Wilhelma Solomona-Calviho na hřbitově Bergfriedhof v Heidelbergu s nápisem, že jeho tělo spočívá na městském hřbitově Cebeci v Ankaře

Wilhelm Salomon-Calvi, zemřel ve věku 73 let v Ankaře. Turecká vláda ocenila jeho velké zásluhy a práci pro stát, město a obyvatelstvo a vypravila mu státní pohřeb. Jeho tělo spočívá na městském hřbitově Cebeci v Ankaře.
Na hřbitově Bergdriedhof v Heidelbergu se v oddělení Y nachází hrobka Salomon-Calvi. Jako náhrobek pro svou ženu Rosalinu Salomon, rozenou Calvi, která roku 1918 zemřela ve věku čtyřiceti pěti let,vybral tehdy Wilhelm Salomon-Calvi velký menhir, vyrobený z šedé žuly. Prostým písmem jsou do něj vytesána životní data manželky a dalších členů rodiny zde pohřbených. Jako vzpomínku na Wilhelma Salomona-Calvi, nechala rodina na náhrobek vytesat jeho životní data s poznámkou, že byl pochován daleko od své vlasti, v Ankaře.
Na bývalém Geologickém ústavu, Hauptstraße číslo 52, (Haus zum Riesen) v Heidelbergu, je umístěna pamětní deska jako vzpomínka na Salomona-Calviho,

## Ocenění
- 1912: udělen titul Geheimer Hofrat (tajný rada)
- 1916: člen Akademie věd v Heidelbergu.[6]
- 1919: zvolen členem korespondentem bavorské Akademie věd.[7]
- 7. dubna 1926: čestný člen hornorýnské Geologické asociace.[8]
- 1. května 1926: čestný občan města Heidelberg pro rozvoj lázní Radium-Sole-Therme v Heidelbergu, městské části Bergheim.
- 1932: podle Salomona-Calviho byla pojmenována mušle z období triasu, Prospondylus salomoni . Prostřednictvím Antona Grubera.[9]

## Písemnosti
- Geologische und palaeontologische Studien über die Marmolata. Palaeontographica, 42: 1. bis 3. Lfg, S. 1 – 210, Taf. I – VIII, Schweizerbart’sche Verlagsbuchhandlung, Stuttgart 1895
- Ueber Pseudomonotis und Pleuronectites. Zeitschrift der Deutschen geologischen Gesellschaft, 52, 348 – 359, Tafel XIV, Berlin, 1900.